# Brigerbad

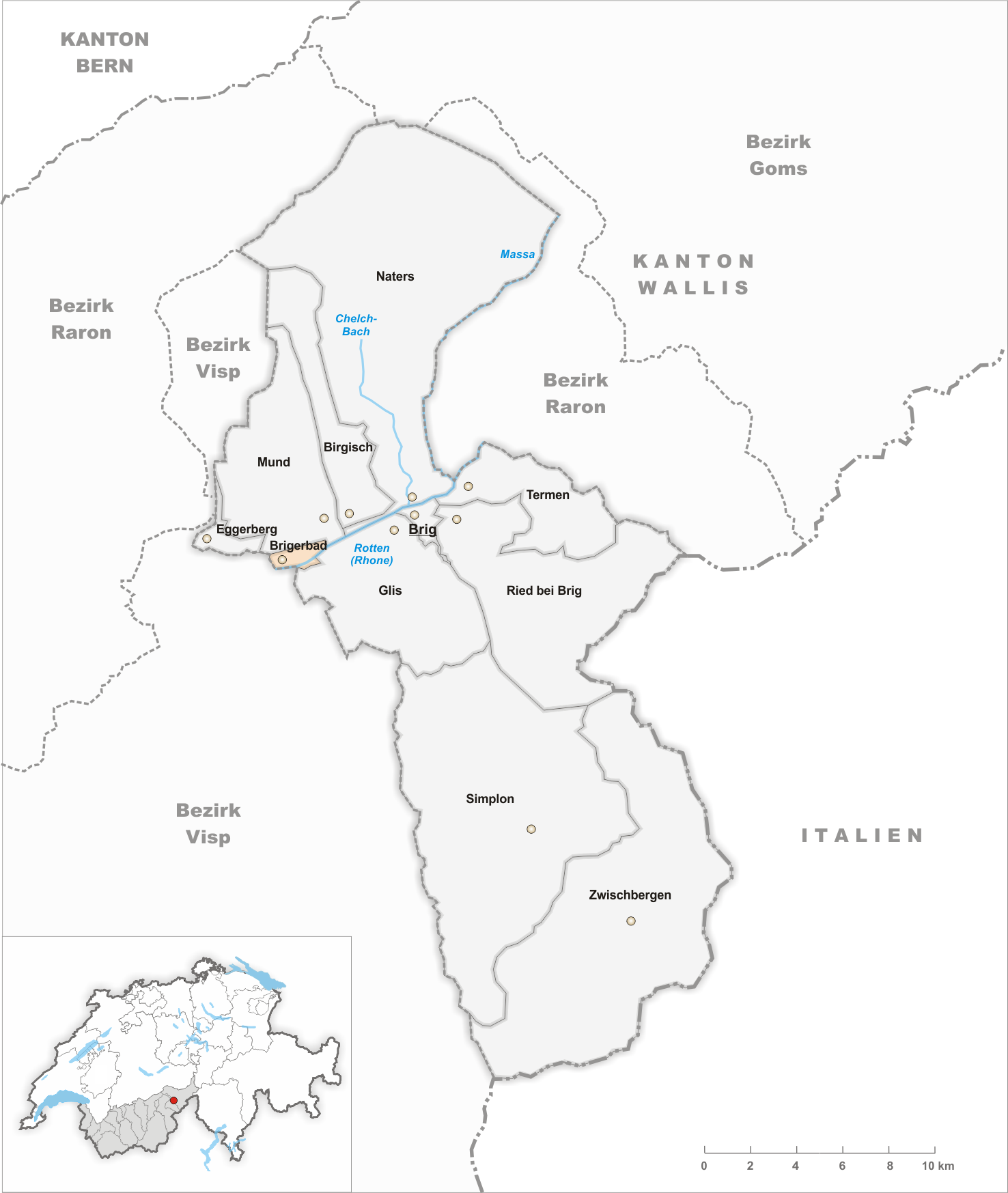
Gemeindestand vor der Fusion am 1. Januar 1972

Brigerbad ist eine Ortschaft des Bezirks Brig im deutschsprachigen Teil des Kantons Wallis in der Schweiz.
Das Dorf ist seit der Fusion 1972 mit Brig und Glis ein Teil der Gemeinde Brig-Glis.
In Brigerbad gibt es ein Freiluft-Thermalbad mit einem Grottenschwimmbad (Wassertemperatur 24–42 °C) und einem grossen Campingplatz. Die Badelandschaft verfügt ausserdem über einen Spa-Bereich. An ausgewählten Daten findet jeweils ein Vollmondbaden bis 22:00 Uhr statt.
Im Aussenbereich befindet sich eine 184 m lange Wasserrutsche, die drittlängste Europas.
Brigerbad wird in den Wintermonaten vom 26. November bis 16. Januar nicht von der Sonne beschienen.

## Geschichte
Brigerbad liegt in der Ebene zwischen der Rhone und dem nördlichen Talhang unweit von Visp. Die Ersterwähnung datiert auf 1297 als «Baden», ‹zum Bad›, französisch früher Brigue-les-Bains. Aus dem Mittelalter stammen vielleicht der Turm der Junker von Baden (13. Jahrhundert) und der sogenannte Bischofsstadel (15. Jahrhundert). Brigerbad war stets nach Glis pfarrgenössig (Kapelle Brigerbad von 1721). Im 16. und 17. Jahrhundert erfolgte die rechtliche Fixierung des Gemeindelebens (Statuten 1671). Der Kampf gegen die Überflutungen der Rhone, der Unterhalt der Gamsnerbrücke (erstmals erwähnt 1395) und die Urbarmachung der Eyen prägten den Alltag vom 13. Jahrhundert bis zur Rhonekorrektion 1873–82. Bekannt wurde Brigerbad durch seine warmen Quellen. 1471 von Anton Walker (wieder)entdeckt, erlebten sie eine Blütezeit im 16. Jahrhundert unter Peter Owlig. Dem Verfall der Anlagen ab dem 17. Jahrhundert folgte deren Neubelebung 1934–35 und in grossem Stil seit 1956–60.
Die Quellen in Brigerbad liefern lithiumhaltiges Natrium-Calcium-Sulfatwasser mit Temperaturen zwischen 21 und 50 Grad Celsius. Pro Sekunde sprudeln etwa 50 Liter dieses Thermalwassers aus der Quelle. Dieses Wasser ist bekannt für seine heilenden Eigenschaften bei rheumatischen Beschwerden, Arthrose und anderen Erkrankungen.

## Bevölkerung
| Jahr      | 1850 | 1910 | 1970 |
| --------- | ---- | ---- | ---- |
| Einwohner | 52   | 138  | 175  |